# Lao Theung

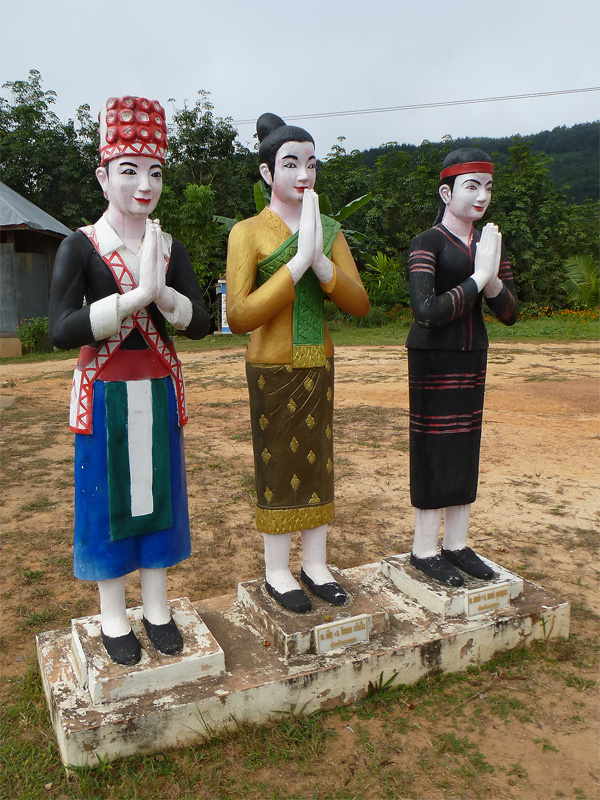
Images des Lao Theung (à droite) avec les Lao Soung et les Lao Loum

Les Lao Theung ou Lao Thoeng (laotien : ລາວເທິງ, API : [láːo tʰə́ŋ]) sont l'un des trois groupes ethniques vivant au Laos (les deux autres étant les Lao Loum et les Lao Soung). Leur nom signifie littéralement « Lao des versants ». Ils se composent de différents groupes de populations principalement d'origine austro-asiatique.  En 1993, les Lao Theung représentaient 24 % de la population du pays. Les Lao Theung de langue Khmu sont les plus nombreux.

## Histoire
Les Lao Theung sont largement d'extraction môn-Khmer. On pense qu'ils sont des représentants de la population autochtone d'Asie du Sud-Est ayant migré vers le sud dans les temps historiques. Bien qu'habitant à présent le plateau laotien, ils étaient à l'origine des fermiers cultivant le riz, qui furent déplacés par l'arrivée des Lao Loum en provenance de Chine méridionale.

## Culture
Au Laos, les Lao Theung sont parfois désignés par le terme péjoratif de kha, qui signifie « esclave » (ou "sauvage"), ce qui s'explique par le fait qu'ils étaient traditionnellement employés pour des travaux de force dans les plaines laotiennes. Anciennement on appelait indifféremment khas (ou khâs) les différentes tribus sauvages peuplant les plateaux laotiens. Les laos des versants ont encore maintenant un niveau de vie inférieur à celui des autres groupes ethniques.